# Douglas Carswell
Pour les articles homonymes, voir Carswell.
Douglas Carswell, né le 3 mai 1971 à Londres, est un homme politique britannique, ancien membre du Parti conservateur puis du UKIP.

## Biographie
Carswell fait ses débuts au sein du Parti conservateur et rejoint le parti UKIP en 2014 avant être élu député (MP) pour la circonscription de Clacton dans l'Essex, le premier député du UKIP à Westminster.